# Hermann von Malotki
Karl Hermann Hugo von Malotki (24 tháng 12 năm 1830 tại Friedrichsfelde, huyện Bublitz – 14 tháng 9 năm 1911 tại Naumburg) là một Trung tướng quân đội Phổ-Đức, đã từng tham gia trong cuộc Chiến tranh Bảy tuần năm 1866 và cuộc Chiến tranh Pháp-Đức các năm 1870 – 1871.

## Tiểu sử
Hermann von Trzebiatowski sinh vào tháng 12 năm 1830, trong gia đình quý tộc cổ Malotki, là con trai của Trung úy Johann Wilhelm von Malotki (1779 – 1831) với bà Karoline Sabine Wilhelmine von Kleist (1788 – 1880). Vào năm 1864, ông thành hôn với bà Helene Julie Pauline von Zastrow (1846 – 1922), con gái Trung tướng Julius von Zastrow (1802 – 1884). Cuộc hôn nhân đã mang lại cho họ 8 người con (4 trai, 4 gái).
Sự nghiệp quân sự của ông khởi đầu vào năm 1843 khi ông trở thành một thiếu sinh quân ở Kulm, nhưng ngay từ năm 1846, ông đã chuyển vào trường thiếu sinh quân tại thủ đô Berlin.
Hai năm sau (1848), ông nhập ngũ quân đội Phổ với cấp hàm Chuẩn úy trong Trung đoàn Bộ binh số 2, sau đó năm 1849 ông trở thành Thiếu úy trong Trung đoàn Bộ binh số 14. Ông làm sĩ quan phụ tá từ năm 1853 cho đến năm 1857, được thăng cấp bậc Thiếu úy vào năm 1858, gia nhập Trung đoàn Bộ binh số 54 vào năm 1860 rồi được lên chức Đại úy và Đại đội trưởng vào năm 1860.
Trên cương vị này, Malotki đã tham gia chiến dịch Böhmen của cuộc Chiến tranh Bảy tuần với Áo vào năm 1866, chiến đấu trong các trận đánh ở Gitschin vào ngày 29 tháng 6 và Königgrätz vào ngày 3 tháng 7.
Hai năm sau (1868), ông được cắt cử sang Trung đoàn Phóng lựu số 89 và được lên quân hàm Thiếu tá vào năm 1870. Cùng năm đó, ông được giao tạm quyền chỉ huy Tiểu đoàn II.
Trong các năm 1870 – 1871, ông tham gia Chiến dịch tấn công Pháp, với các hoạt động quân sự tại Metz, Toul, Paris, Le Mans, Dreux, la Madeleine, Belleme, Villejouan, Morree và Connere.
Vào năm 1871, Malotki được bổ nhiệm làm Tư lệnh tạm quyền Tiểu đoàn III, sau đó ông được nhậm chức Tiểu đoàn trưởng Tiểu đoàn II. Đến năm 1876, ông được thăng hàm Thượng tá và vào năm 1880, ông được lãnh chức Trung đoàn trưởng Trung đoàn Bộ binh số 69. Malotki được lên cấp Đại tá vào năm 1880 và được ủy nhiệm Chỉ huy trưởng Trung đoàn Bộ binh số 95 vào năm 1881. Sau đó, vào năm 1885, Malotki được lên chức Thiếu tướng, ba năm sau (1888) ông được gia phong hàm Trung tướng. Ông từ trần vào tháng 9 năm 1911.

## Phong thưởng
- 1866: Huân chương Đại bàng Đỏ hạng IV kèm theo Thanh kiếm
- 1870: Huân chương Thập tự Sắt hạng II
- 1883: Huân chương Vương miện hạng II
- 1888: Huân chương Đại bàng Đỏ hạng II đính kèm Thanh kiếm và Bó sồi
- 1895: Đại Thập tự của Huân chương Vương miện Wendischen
- 1907: Ngôi sao đính kèm vài Huân chương Chỉ huy (Komturkreuz) của Huân chương Gia tộc Sachsen-Ernestine